# Katsute Mahō Shōjo to Aku wa Tekitai Shiteita.
Katsute Mahō Shōjo to Aku wa Tekitai Shiteita. (jap. かつて魔法少女と悪は敵対していた。) ist eine Mangaserie von Mangaka Cocoa Fujiwara, die von 2013 bis 2015 in Japan erschien. 2024 kam eine Umsetzung als Anime-Fernsehserie heraus, die international als The Magical Girl and The Evil Lieutenant Used to Be Archenemies veröffentlicht wurde. Die Geschichte erzählt vom Kommandanten einer Armee von Invasoren, die die Erde angreifen, und einem Magical Girl, das gegen die Armee kämpfen soll, die sich ineinander verlieben.

## Inhalt
Der kluge und skrupellose Kommandant Mira wuchs in eine Militärfamilie auf und wurde erzogen, ein möglichst guter Kommandant der Armee der bösen Organisation seines Königs zu sein. Dem macht er auch alle Ehre, bis er auf Byakuya Mimori trifft, ein Magical Girl, das sich ihm beim Feldzug auf der Erde entgegenstellt. Der Offizier ist sofort in das süße Mädchen verliebt, das sich bald auch als arm und hilfsbedürftig herausstellt. Denn nur weil sie verschuldet ist, wurde sie in ihre Stellung als Magical Girl gezwungen. Die ihr die Kräfte verleihende Engelskatze erscheint eher wie ein Krediteintreiber der Yakuza, der das Mädchen mit allerlei Nebenjobs, der Arbeit zur Verteidigung der Menschheit und sogar erotischen Fotos und Diensten ausnutzt. Mira will dem Mädchen helfen und lässt ihr immer wieder Unterstützung zukommen, während er zugleich seine Aufgabe in der Armee nicht vernachlässigen darf. Er will seinen Auftrag – und damit das Magical Girl – ganz für sich allein behalten. Doch seine Ausflüchte überzeugen in der Armee immer weniger, sodass ihm andere Offiziere zur Unterstützung beigestellt werden, zuerst der aufgeweckte Fomalhaut. So muss Mira ständig zwischen seinen Pflichten und der Liebe zu dem Mädchen vermitteln.

## Veröffentlichungen
Der Manga erschien zunächst ab September 2013 im Magazin Gangan Joker beim Verlag Square Enix. Wegen des Todes der Zeichnerin wurde die Serie im März 2015 unvollendet abgebrochen. Der Verlag brachte die Kapitel gesammelt in drei Bänden heraus. Der erste Band verkaufte sich in Japan über 83.000 Mal in der ersten Woche nach Veröffentlichung. Bei Yen Press erschien eine englische Übersetzung der Serie. Der Verlag Dokico lizenzierte den Manga für eine deutschsprachige Veröffentlichung.
Eine Adaption des Mangas als Anime wurde erstmals im November 2023 angekündigt. Sie entstand bei Studio Bones unter der Regie von Akiyo Ohashi. Das Drehbuch schrieb Yuniko Ayana und das Charakterdesign entwarf Haruko Iizuka. Die künstlerische Leitung lag bei Takumi Onitani und Yumiko Kuga, für die Kameraführung war Tsuyoshi Kanbayashi verantwortlich und die Tonregie führte Eriko Kimura. Die zwölf Folgen mit je 12 Minuten Laufzeit wurden vom 9. Juli bis 24. September 2024 von den Sendern AT-X, Tokyo MX und BS11 in Japan ausgestrahlt. Parallel dazu fand die internationale Veröffentlichung über die Plattform Crunchyroll per Streaming statt, unter anderem mit deutschen, englischen, spanischen und französischen Untertiteln.

### Synchronisation
| Rolle          | japanischer Stimme (Seiyū) |
| -------------- | -------------------------- |
| Byakuya Mimori | Mai Nakahara               |
| Mira           | Yūki Ono                   |
| Engelskatze    | Shinichirō Miki            |
| Fomalhaut      | Kenichi Suzumura           |

### Musik
Die Musik der Serie komponierte Mayuko. Das Vorspannlied ist Mikansei Rendezvous von Lezel. Das Lied des Abspanns ist Itsumo Futari ga Ii ne, gesungen von den Sprechern der Protagonisten Yūki Ono und Mai Nakahara.